# Dane Coles
Dane Cols (nascut en Paraparaumu, Nova Zelanda el 10 de desembre de 1986) és un jugador de rugbi neozelandès, que juga de talonador per a la selecció de rugbi de Nova Zelanda i, per a la franquícia del Super Rugbi dels Hurricanes, així com els Wellington Lions en la ITM Cup.
El seu debut amb la selecció nacional de Nova Zelanda es va produir en un partit contra Escòcia en Murrayfield l'11 de novembre de 2012.
Ha estat seleccionat per a la Copa del Món de Rugbi de 2015 i en el partit contra Geòrgia, va anotar un dels set assajos del seu equip, contribuint així a la victòria neozelandesa 10-43.
Va formar part de l'equip que va guanyar la final davant Austràlia per 34-17, entrant en la història del rugbi en ser la primera selecció que va guanyar el títol de campió en dues edicions consecutives.

## Palmarès i distincions notables
- Rugbi Championship: 2013 i 2014
- Copa del Món de Rugbi de 2015